# Sibianor nigriculus
Sibianor nigriculus là một loài nhện trong họ Salticidae.
Loài này thuộc chi Sibianor. Sibianor nigriculus được Dmitri Viktorovich Logunov & Wanda Wesołowska miêu tả năm 1992.